# Stegosaurus
Stegosaurus (tagøgle) var en planteædende dinosaur fra Sen Jura-epoken, fra den vestlige del af Nordamerika og Portugal. Det bedst kendte kendetegn er de store plader på ryggen. Stegosaurus kunne veje 2 ton og blive 8 m lang.
Stegosauren er også en kendt figur i Steven Spielbergs film The Lost World: Jurassic Park, opfølgeren til Jurassic Park, som blev et stor international hit i verdens biografer i 1993.

## Rygpladernes funktion
De mest kendte stegosaurer havde anbragt adskillige, op til 50 cm høje, rygplader der kun sad fast i huden. Oprindeligt mente man at de blev brugt til at varme blodet op ved at dyret vendte dem mod solen. Tilsvarende skulle de bruges til at afkøle blodet ved at vende pladerne væk fra solen. I dag mener man at dinosaurerne var ensvarme, så solfangerteorien er blevet forladt. En anden teori går ud på at pladerne skulle afskrække rovdyr ved at få Stegosaurus til at se større ud. Da pladerne kun sad fast i huden, har de ikke været så anvendelige hvis rovdinosaurerne angreb. En tredje teori angiver at de bevægelige, farvestrålende plader har været brugt i parringssæsonen.

## Thagomizer
Stegosaurens fuldt bevægelige hale var bevæbnet med lange pigge, der som en morgenstjerne kunne kvæste angribende rovdinosaurer. Våbnet kaldes samlet for en "thagomizer" efter en af Gary Larsons vittighedstegninger.